# Chayote

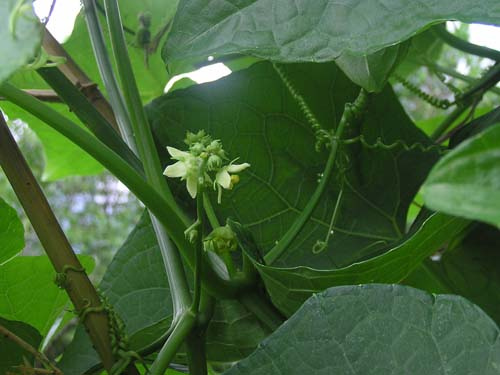
Chayote (Sechium edule)

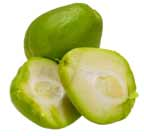
Aufgeschnittene Frucht der Chayote mit glatter, hellgrüner Schale und wenig Furchen; man kann den Kern erkennen

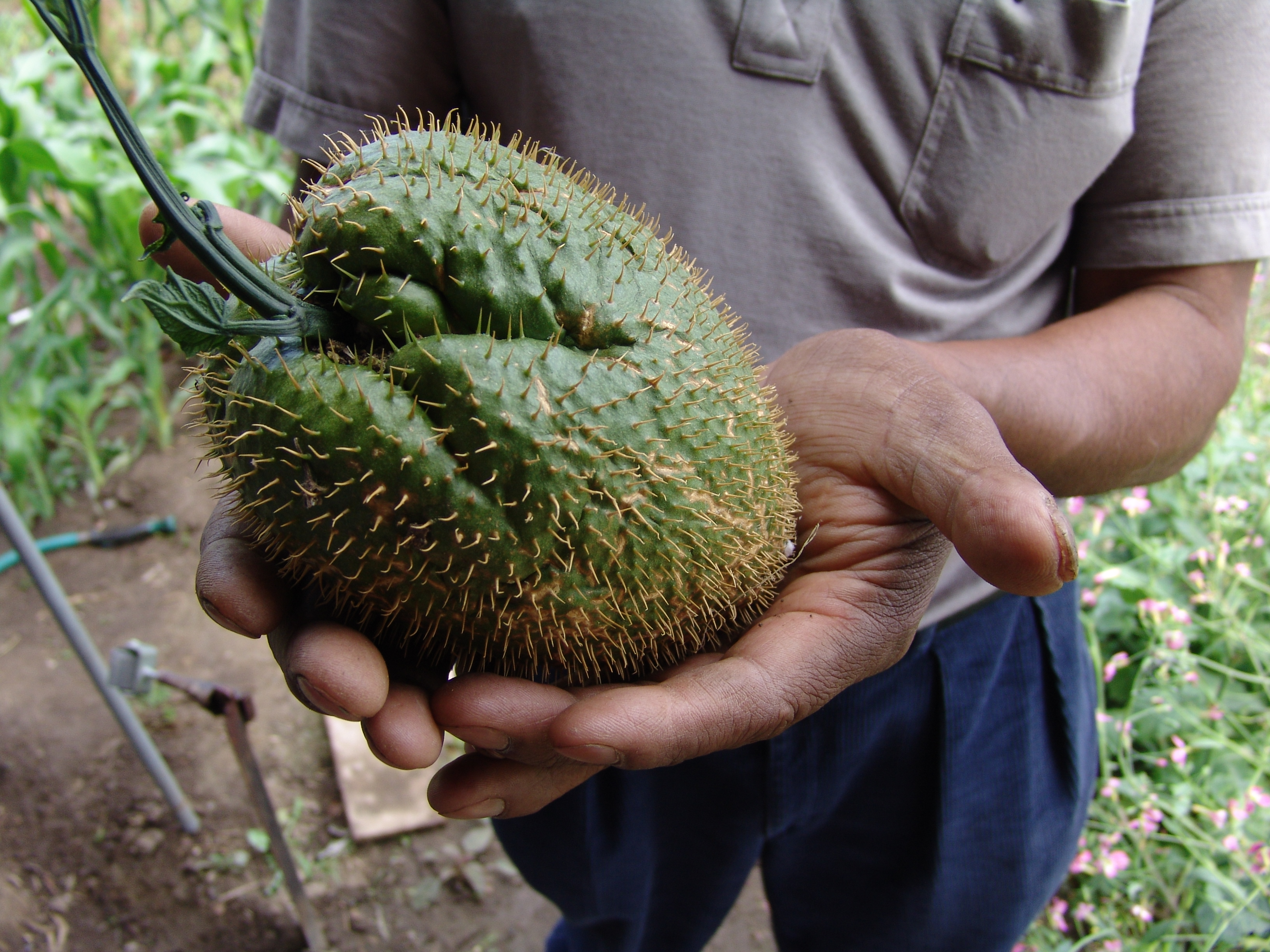
Stachelige, dunkelgrüne Chayote mit Spross

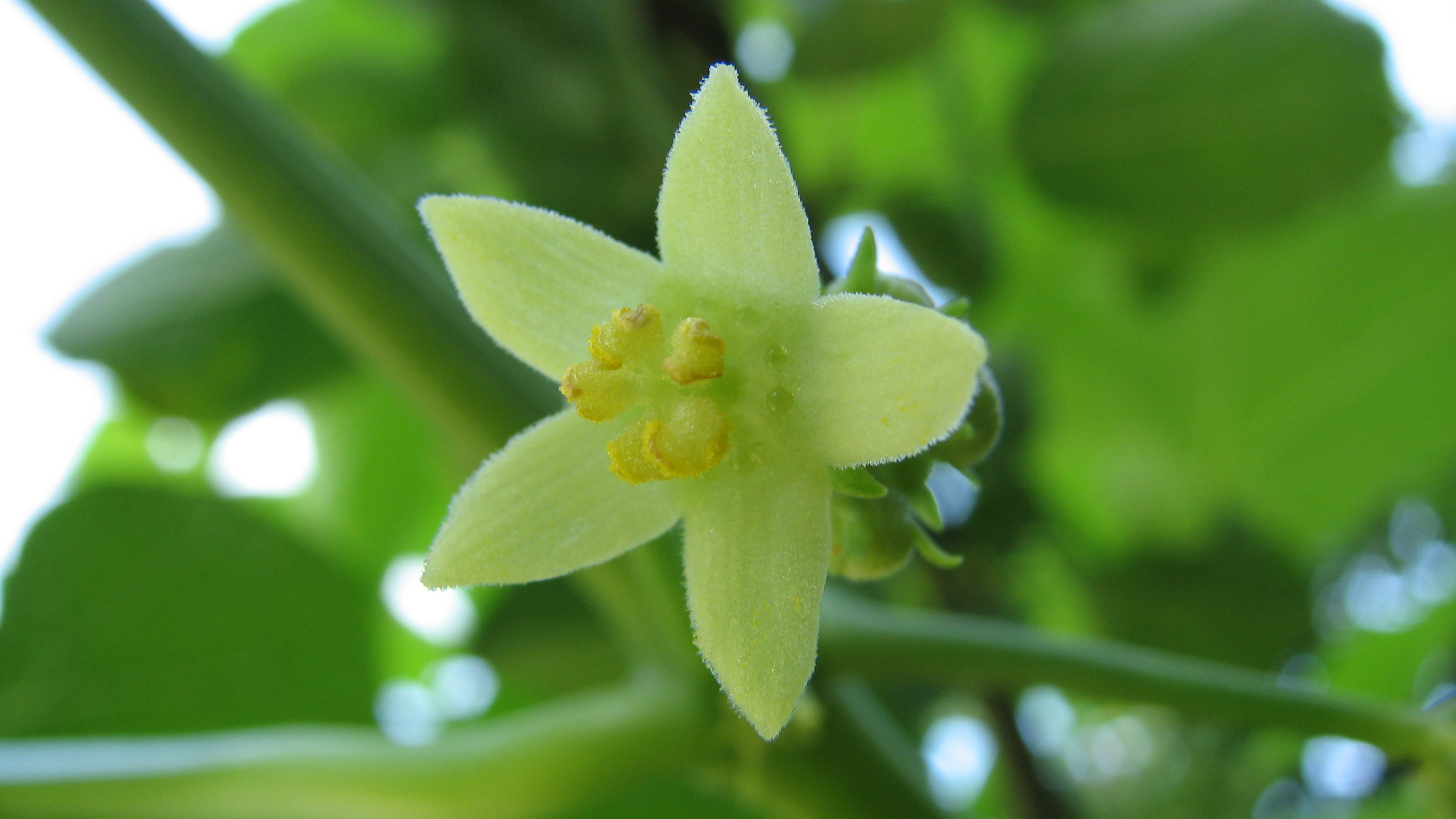
Männliche Blüte einer glatten Chayote

Die Chayote (Sechium edule) ist eine rankende Pflanze der Subtropen und Tropen, deren essbare Früchte ebenfalls Chayote genannt und als Gemüse angebaut werden. Sie stammt aus der Familie der Kürbisgewächse.

## Beschreibung
Die raubehaarte, ausdauernde Kletterpflanze wächst an geeigneten Standorten sehr schnell und kann dort je nach Rankgrundlage mehrere Dutzend Quadratmeter bedecken. Rankt sie an einem Baum, kann die Chayote durchaus bis über fünf Meter hoch wachsen. Die Chayote bildet ein Rhizom, aus dem sie an Standorten mit Jahreszeiten im Frühjahr von neuem sprießt.
Die herzförmigen, gestielten und einfachen Blätter können handgroß, etwa 15–25 Zentimeter, groß werden. Die rippigen Blattstiele sind etwa 7–20 Zentimeter lang. Die Blätter sind im Umriss eiförmig bis rundlich. Sie sind am Rand mit einigen kleinen und drei bis sieben großen Zähnen oder kleinen Lappen und meist spitz oder bespitzt. Die Blätter sind oberseits auf den Adern behaart. Oft hängen Triebe mit trockenen Blättern an der Pflanze, deren Ranken keiner Rankmöglichkeit begegnet sind. Die kahlen Ranken sind drei- bis fünfteilig. Die jungen Blätter sind haarig und verkahlen dann.
Die weißen bis gelben, fünfzähligen, kurz gestielten Blüten mit doppelter Blütenhülle erscheinen in den Blattachseln. Die in Trauben erscheinenden männlichen Blüten wachsen zusammen mit der allein oder zu zweit stehenden weiblichen Blüte an derselben Pflanze. Die Pflanzen sind also einhäusig monözisch. Die grünen Kelchzipfel sind schmal-dreieckig und die Petalen sind dreieckig bis länglich. Die fünf Staubblätter der männlichen Blüten sind röhrig verwachsen und oben kurzästig. Der einkammerige Fruchtknoten der weiblichen Blüten ist unterständig, die Narbe ist lappig. Im Blütenbecher sind behaarte Nektarien vorhanden. Die Pflanze ist insektenbestäubt.
Die einsamigen Früchte, Beeren (Scheinfrucht, Panzerbeere) hängen meist unterhalb des Blattwerks und werden ausgereift etwa 5–25 Zentimeter groß. Sie sind in Form, Größe und Farbe je nach Sorte unterschiedlich. Meist hat die oft schrumpelige, mehr oder weniger gerippte Frucht eine ei- bis birnenförmige Form, seltener rundlich. Die dünne, wachsige und glatte bis manchmal etwas haarige bis weichstachelige Schale ist meist grünlich. Manchmal hat sie auch bei Kultivaren eine weißliche oder gelbe Farbe. Dunkelgrüne Chayoten können kürzere, weiche bis härtere Stacheln haben. Das Innere der Frucht ist blassgrün-weißlich und schmeckt sehr dezent nach einer Mischung aus Kartoffel und Gurke. Manche Varietäten schmecken wie Kohlrabi und können roh gegessen oder auch gekocht werden.
Der weichschalige, eiförmige, flache und glatte, gelbliche, etwa 2,5–5 Zentimeter große Kern (Samen), aus dem die Pflanze bei passender Luftfeuchtigkeit von selbst, ohne Bodenunterlage, schon an der Mutterpflanze (nur bei kultivierten Pflanzen) sprießt (Echte Viviparie), ist ebenfalls essbar. Bei wilden Pflanzen löst sich die Frucht vor der Keimung erst ab. Der Samen schmeckt wie die Frucht neutral, jedoch mit einer leicht nussigen Note. Anders als viele andere Pflanzen der Kürbisgewächse hat die Chayote nur einen Kern.
Die Chromosomenzahl beträgt 2n = 24, 26 oder 28.

## Taxonomie
Die Erstbeschreibung des Basionyms Sicyos edulis erfolgte 1760 durch Nikolaus Joseph Freiherr von Jacquin in Enumeratio Systematica Plantarum, quas in insulis Caribaeis 32. Die Umteilung in die Gattung Sechium zu Sechium edule erfolgte 1800 durch Olof Peter Swartz in Flora Indiae Occidentalis 2(2): 1150.
Die Chayote (Sechium edule (Jacq.) Sw.) wird in der Taxonomie unterteilt in die in Mexiko wild vorkommende Sechium edule subsp. sylvestre Lira & J.Castrejón und die kultivierte Sechium edule subsp. edule.

## Ökologie
Die Pflanze ist nicht frostbeständig. Sie stellt keine hohen Anforderungen an den Boden. Eine gute Drainage ist für das Gedeihen jedoch förderlich.

## Ursprung und Verbreitung
Die Chayote hat ihren Ursprung bei den Azteken und Maya Mesoamerikas. Heute wird die Chayote in vielen tropischen und subtropischen Ländern angebaut. Es gibt jedoch keine archäologischen Nachweise für die Chayote, aufgrund derer auf ihr Alter geschlossen werden könnte. Berichte von Conquistadoren lassen auf eine vorkolumbianische Verwendung schließen.

## Anbau

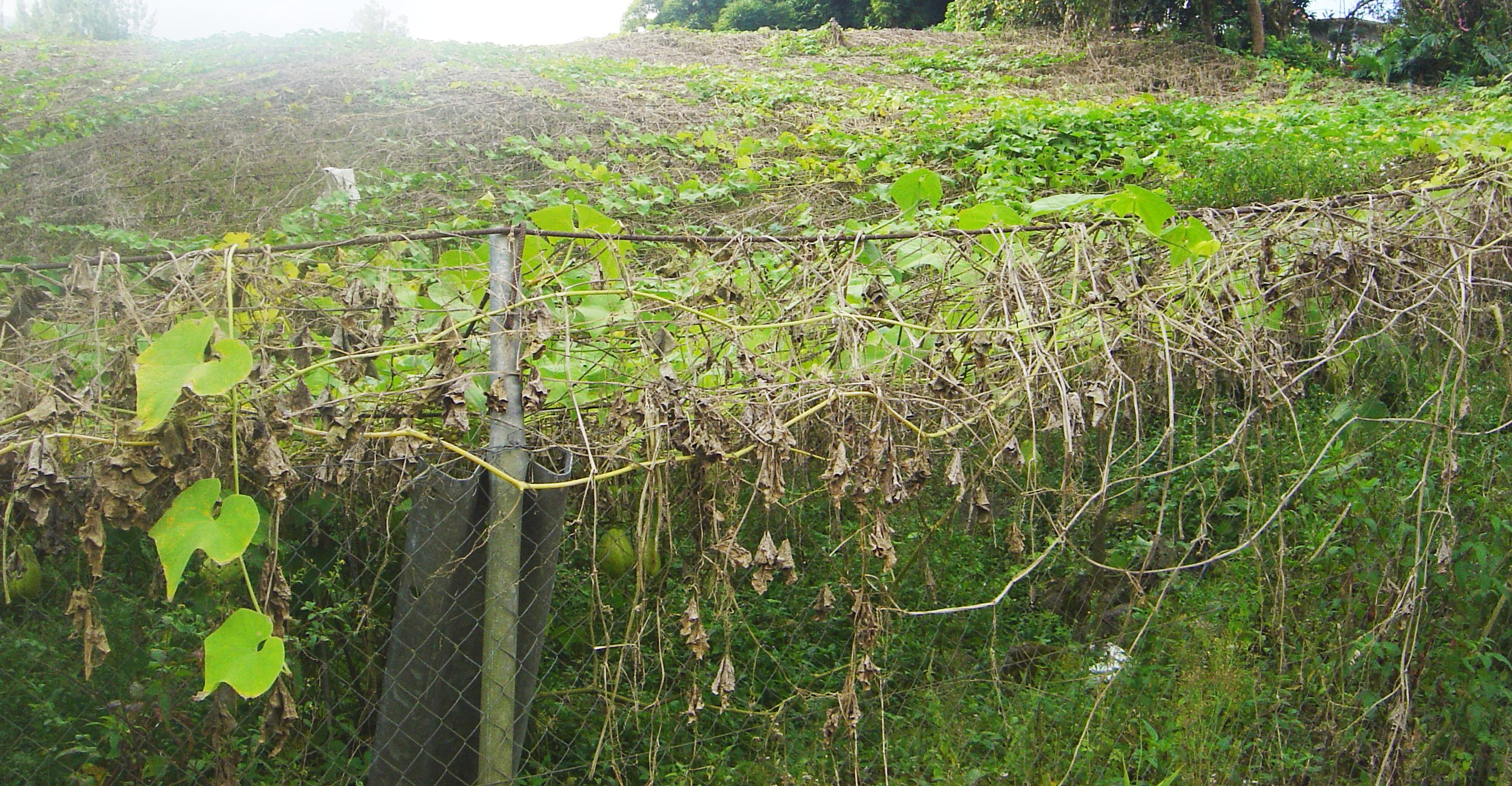
Landwirtschaftlicher Anbau von Chayote auf einem Gestell, auf Réunion

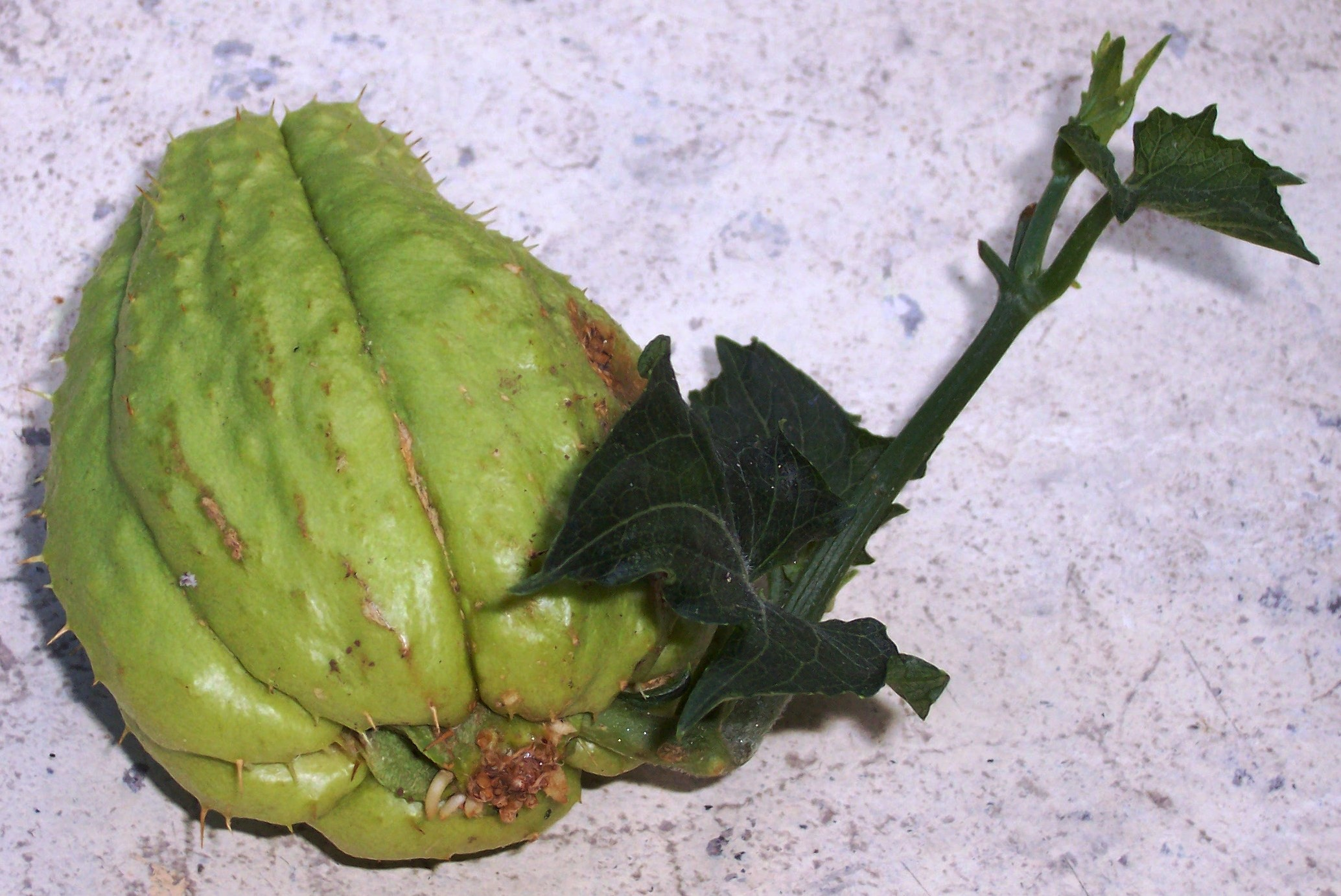
Direkte Keimung aus der Frucht

Die Chayote wird vorwiegend als Gemüse angebaut. Dazu wird meist ein Gerüst erstellt, auf dem die Pflanze ranken kann. Das Gerüst ist so hoch, dass man sich zum Ernten darunter bewegen kann. Die Früchte werden dann von unterhalb des Blattwerks geerntet.
Die Chayote ist eine beliebte Pflanze in der Permakultur, da sie einen hohen Ertrag für wenig Aufwand liefert. So muss sie zum Pflanzen lediglich auf den Boden gelegt werden, die Früchte müssen nicht ausgegraben werden, alle Teile der Pflanze sind essbar und sie wächst ohne Pflege mehrere Jahre fruchtbringend. Außerdem dient sie als Schattenspender für halbschattenliebende Gemüsesorten, die unter ihrem Blätterdach angebaut werden können, wenn ein Gestell zum Ranken gebaut wird, das Abstände zwischen den einzelnen Pflanzen zulässt.
Eine Pflanze kann bis etwa 200–300 Früchte tragen. Kommerzielle Pflanzungen erreichen Hektarerträge von bis etwa 28 Tonnen pro Jahr.
Die tropische Pflanze wird auch in der Gemäßigten Zone als Gemüse im Garten wie Kürbis gern angebaut.

## Inhaltsstoffe
Die Chayote enthält wie die verwandte Gurke überwiegend Wasser und hat daher einen sehr geringen physiologischen Brennwert. Sie enthält viele Aminosäuren, Vitamin C und die Mineralstoffe Kalium, Kalzium und Eisen. Die Frucht enthält etwa 2 % Protein und sehr wenig Stärke, so dass das Protein-Stärke-Verhältnis bei der Chayote im Vergleich zur ähnlich verwendeten Kartoffel erheblich höher ist.
Die Stängel enthalten viel Vitamin A.

## Verwendung

### In der Küche
Die Chayote ist eine der wenigen Pflanzen, von denen alle Teile gegessen werden.
Sie wird meist gekocht. Dabei kann die Schale mitgekocht und, wenn sie nicht zu zäh ist, auch mitgegessen werden. Chayote kann wegen des neutralen Geschmacks gut als Beilage verwendet werden. Der Kern wird manchmal separat als Delikatesse serviert.
Die Frucht kann aber auch roh gegessen, gegrillt oder gebraten werden.
Als Spezialität gilt auch die Wurzel der Chayote.
Die jungen Blatttriebe sind ebenfalls essbar und können als Suppenbeigabe verwendet oder wie Spinat zubereitet werden. Aus der Chayote werden auch Süßigkeiten hergestellt, so etwa kandierte Chayote oder Chayotenkompott.
Die Chayote kann frostfrei und trocken bei Temperaturen von 2–5 Grad Celsius bis zu etwa 6 Monaten gelagert und konsumiert werden. Die Früchte behalten dabei zum Großteil ihre Keimfähigkeit.

### In der Medizin
Aus den Blättern wird in der traditionellen Pflanzenheilkunde ein Tee zur Linderung von Nierensteinen zubereitet.

### Im Handwerk
Aus den getrockneten Stängeln werden auf der französischen Insel Réunion Hüte hergestellt.

## Handel
Chayote wird hauptsächlich und in großem Umfang auf lokalen Märkten in den Anbauländern gehandelt. Ein kleiner Teil der Produktion wird jedoch auch exportiert. Herkunftsländer für den europäischen Markt sind u. a. Brasilien und Costa Rica. Costa Rica exportiert etwa 10.000 Tonnen jährlich in die USA.

## Etymologie und alternative Namen
Das Wort Chayote ist die spanische Bezeichnung der Frucht und stammt aus dem Nahuatl, heißt dort hitzayotli und bedeutet etwa „stacheliger Kürbis“. Die Pflanze und ihre Frucht sind je nach Land oder sogar Region unter verschiedenen Namen bekannt:
- Güisquil, Huisquil (Guatemala)
- Christophine (Karibik)
- Cho-Cho (Jamaika)
- Chou-Choute (Neukaledonien)
- Mirliton (Louisiana, Haiti)
- Talote, Tayote (Puerto Rico)
- Papa de aire / Papa al aire („Luftkartoffel“) u. a. in (Paraguay)
- Chuchu (Portugal) / Chu Chu, Xuxu (Brasilien)
- Caiota (Azoren)
- Chouchou (Réunion & Mauritius)
- Pimpinela (Madeira)
- Tayota (Dominikanische Republik)
- Chow Chow (Sri Lanka);Tamil Nadu (Indien)
- Su su, trai su (Vietnam)
- Choko (Australien, Neuseeland)
- Pataste (Honduras)
- Davadava (La Palma)
- Sayote (Philippinen)
- Iskus (Nepal)
- Caihua, Caigua chilena (Peru)
- Labu Siam (Indonesien)